# 佐々木勉
佐々木 勉（ささき べん、1938年12月26日 - 1985年3月11日）は、日本の作詞家、作曲家、歌手。
東京府出身（現在の東京都杉並区出身）。成城学園高校を経て成城大学卒業。本名は佐々木 勤（ささき つとむ）。夫人は作詞家の笠間ジュン（前妻は女優の西尾美恵子）。

## 人物
現在の東京都杉並区荻窪で生まれ、幼少期にバイオリンを習い音楽に親しむ。
成城学園高校在学中にラジオ番組「素人ジャズのど自慢」で日本一となり、バンド「カントリー・ケーパーズ」を結成し米軍キャンプを巡る。成城大学に入学後、「小坂一也とワゴン・マスターズ」に参加。大学卒業後は証券会社や広告代理店に勤務する傍ら作曲活動を行う。
1964年、清原タケシの「夜空の星（後に「星に祈りを」と改題）」の作詞・作曲で作家デビュー。その後、「いつまでもいつまでも」（ザ・サベージ）や「星に祈りを」（ザ・ブロード・サイド・フォー）を初めとする作品で世に知られるようになる。
1967年、カレッジ・フォーク系のソングライターとしてホリ・プロダクションに所属、自身も「あなたのすべてを」で歌手（シンガーソングライター）としてデビューを果たす。
1973年、東京音楽出版に音楽プロデューサーとして入社し作曲家活動を行う。「夏のお嬢さん」（榊原郁恵）などのアイドル系歌謡曲、「別れても好きな人」「3年目の浮気」などのムード歌謡、或いは『魔法のプリンセス ミンキーモモ』主題歌などのアニメソングまで幅広いジャンルの楽曲を手掛けた。
1985年3月11日、急性肝不全のため46歳で死去。

## シングル
- あなたのすべてを
- しのび逢う恋
- 憎めない人だから
- 別れても好きな人（ベン＆あかね）
- ふられ酒（亜紀あかね＆UNCLE BEN）
- ギターのように愛されたい（小林啓子＆UNCLE BEN）
- チューチューパッパ（なな子＆BENCO）

## 主な提供曲
- あなたのすべてを（徳永芽里）
- 星に祈りを（ザ・ブロード・サイド・フォー、ジャッキー吉川とブルーコメッツ）
- いつまでもいつまでも（ザ・サベージ）
- 渚に消えた恋（ザ・サベージ）
- 哀愁の湖（ザ・サベージ）
- 別れても好きな人（パープルシャドウズ、ロス・インディオス）
- うつら・うつら（荒木由美子）
- 夏はすぐそこ（荒木由美子）（シングル「うつら・うつら」B面）
- 昼下がりのゲームセット（荒木由美子）（アルバム『ユミコ・イン・レイニーブルー』）
- ミスター・ワンダラー（荒木由美子）（作詞・作曲）（アルバム『ユミコ・イン・レイニーブルー』）
- 意気地なし（荒木由美子）（作詞・作曲）（アルバム『ユミコ・イン・レイニーブルー』）
- めざめのカーニバル（榊原郁恵）
- 夏のお嬢さん（榊原郁恵）
- Do it BANG BANG（ドゥ・イット・バン・バン）（榊原郁恵）
- あこがれ（榊原郁恵）
- 微笑日記 （榊原郁恵）
- ラブジャックサマー（榊原郁恵）
- 夢みる想い（榊原郁恵）（TBS系『愛LOVEナッキー』主題歌）
- メルシ・ボク（TBS系『メチャン子・ミッキー』主題歌）（シングル「潮風の少女」C/W曲）（堀ちえみ）
- 3年目の浮気（ヒロシ&キーボー）
- 5年目の破局（ヒロシ&キーボー）
- ブラックボール（山口百恵）
- マーシャの日記（ダークダックス）
- 恋のローラー・ブーツ（比企理恵）
- 陽気なフラ・ベイビー（比企理恵）
- 私はマチコ（今田裕子）アニメ『まいっちんぐマチコ先生』OPテーマ
- ぼくらは小さな悪魔（大和田りつこ）アニメ『まいっちんぐマチコ先生』EDテーマ
- ラブ・ラブ・ミンキーモモ（小山茉美）アニメ『魔法のプリンセス ミンキーモモ』第1作OPテーマ
- ミンキーステッキドリミンパ（小山茉美）アニメ『魔法のプリンセス ミンキーモモ』第1作EDテーマ